# Kasteel van Grandvoir
Het kasteel van Grandvoir (Frans: Château de Grandvoir) is een vierhoekige kasteelboerderij met binnenplaats gebouwd van zandsteen bestaande uit twee grote hoofdwoningen, een wachthuis, stallen en een schuur gelegen in het dorp Grandvoir in de provincie Luxemburg .
Het huis tegenover de poort werd gebouwd in 1720 door Lambert van Jacques, eigenaar van een hoogoven. Het is waarschijnlijk gebouwd op een ouder gebouw waarvan een dichtgemetselde deur te zien is op de eerste verdieping.
De linkervleugel is het oudste gedeelte van het kasteel. Op de schoorsteen van de oude bibliotheek staat de datum 1642 gegraveerd en de kapel, extern herkenbaar aan de gebogen ramen in de gevel, bestond reeds in 1671, de familie Valfleury had een eigen kapelaan.
De rest van de kasteelboerderij is gebouwd door de familie de Jacques.

## Bewoners van het kasteel
Nicolas Mayeur was provoost van Neufchateau en intendant voor de bossen van Arenberg. Nicolas Mayeur stierf eind 1638.

### Familie Valfleury, Jacques
Zo'n twintig jaar later, is het domein in handen van een andere provoost van de familie Arenberg, de heer Francis Valfleury, heer van Batilly. Het domein van Grandvoir komt waarschijnlijk via zijn vrouw, Marguerite Hacher. Marguerite Hacher is de dochter van Jean Hacher, eigenaar van hoogovens in Mellier. Francis Valfleur krijgt in 1668 toestemming van de heren van Neufchateau om een hoogoven te bouwen in Grandvoir. Francis Valfleury sterft in 1679.
In 1683 wordt het domein en de hoogovens verhuurd aan Jean-Mathieu Marchant, tot juli 1693.
Lambert Jacques trouwt met Mary Valfleury, oudste dochter van Marguerite Hacher en beheert het domein tot in 1700. Het domein wordt weer verhuurd aan Servais-François de Marchant tot 1707.
Lambert de Jacques II, geboren in 1672 en erfgenaam van het domein, wordt geridderd in 15 juni 1727. Deze datum staat vermeld op de binnenkant van de zuidgevel van het kasteel. Geconfronteerd met schaarste aan houtskool voor de hoogovens koopt Jacques Lambert in 1729 diverse percelen bos.
In het midden van de achttiende eeuw, onder leiding van Lambert-Joseph de Jacques III, zijn de hoogovens van Grandvoir in volle groei. De stroming van de rivier Vierre wordt voor de fabrieken verbeterd. De bossen van Gerimont en Verlaine worden gekocht en het domein groeit tot ruim 140 hectare zijn. Echter in 1779, is Jacques Lambert gedwongen te lenen bij Mathias Petit.
François Jacques de Rosiere wordt, door de leningen en de komst van de Franse Revolutie, gedwongen alles te verkopen aan Mathias Petit, ingenieur van zijne Keizerlijke Majesteit. Francois Jacques laat zijn naam veranderen in "Rosière" om zijn adellijke titel te verbergen en zijn leven te redden.

### Familie Collard de Belloys
Jean-Herman Collard, lid van de revolutionaire Raad van Vijfhonderd, kocht het kasteel in 1813 van zijn neven, de zonen van Mathias Petit. Op 3 december 1814 werd hij vermoord en liet hij twee kleine dochtertjes na, die vervolgens opgevoed werden door hun oom Pierre-Joseph Collard. Pierre-Joseph Collard, voormalig lid van de Raad van Vijfhonderd, had zelf twee dochters: Josephine en Elizabeth.
Josephine trouwde met Charles Legardeur, industrieel uit Sedan. Ze bezochten vaak het hof van Lodewijk Filips I van Frankrijk, maar trokken zich terug op Grandvoir na de slechte reputatie van haar man als gokker. Elisabeth werd ongelukkig verliefd op prins Pierre Napoleon Bonaparte. Elizabeth kocht zelfs het kasteel van Rochefort voor de prins. De prins wees haar echter af. Josephine stierf in 1882, Elisabeth in 1896.